# GO 1977-1972
『GO 1977-1972』（ごう・イチキュウナナナナ・イチキュウナナニ）は、日本のアイドル歌手・郷ひろみが1977年11月1日にCBS・ソニーから発売した6枚目のベストアルバムである。

## 内容
前作『アイドルNO.1』から2ヶ月ぶり、ベストアルバムとしては『人気投票連続ナンバー・ワン 郷ひろみ』から約5ヶ月ぶり、自身初の3枚組作品。
デビュー5周年記念作品で、5年間の間に発表した全シングルの表題曲と、カップリングやアルバム作品から一部を選曲して収録している。
これまで全アルバムに未収録だった「天使の詩」が初収録された。

## 収録曲

### Disc 1
1. 帰郷
両A面からなる23rdシングルの表題1曲目。アルバム初収録。
2. お化けのロック
両A面からなる23rdシングルの表題2曲目。アルバム初収録。
3. 洪水の前
22ndシングルの表題曲。
4. 悲しきメモリー
21stシングルの表題曲。
5. 浜薔薇
自身主演の映画のサウンドトラック『「おとうと」オリジナル・サウンドトラック』の収録曲。
6. 真夜中のヒーロー
20thシングルの表題曲。
7. 寒い夜明け
19thシングルの表題曲。
8. あなたがいたから僕がいた
18thシングルの表題曲。
9. 20才の微熱
17thシングルの表題曲。
10. 桜の五線譜
7thアルバムの収録曲。
11. 限りなき愛の日々に
7thアルバムの収録曲。
12. 恋の弱味
16thシングルの表題曲。

### Disc 2
1. バイ・バイ・ベイビー
15thシングルの表題曲。
2. 逢えるかもしれない
14thシングルの表題曲。
3. 誘われてフラメンコ
13thシングルの表題曲。
4. 雨にひとり
6thアルバムの収録曲。
5. 君のおやじ
6thアルバムの収録曲。
6. 花のように 鳥のように
12thシングルの表題曲。
7. わるい誘惑
11thシングルの表題曲。
8. よろしく哀愁
10thシングルの表題曲。
9. 君は特別
9thシングルの表題曲。
10. 悲しみをわけて
8thシングルのカップリング曲。
11. 夢を破らないで
3rdアルバムの収録曲。
12. 花とみつばち
8thシングルの表題曲。

### Disc 3
1. モナリザの秘密
7thシングルの表題曲。
2. 魅力のマーチ
6thシングルの表題曲。
3. 裸のビーナス
5thシングルの表題曲。
4. ハロー・アイ・ラブ・ユー
2ndアルバムの収録曲。
5. 卒業
2ndアルバムの収録曲。
6. 愛への出発
4thシングルの表題曲。
7. 小さな体験
2ndシングルの表題曲。
8. 天使の詩
3rdシングルの表題曲。アルバム初収録。
9. 理由なき反抗
1stアルバムの収録曲。
10. 愛の教室
1stアルバムの収録曲。
11. 夢をおいかけて
1stシングルのカップリング曲。
12. 男の子女の子
1stシングルの表題曲。